# Vizianagaram
Vizianagaram è una città dell'India di 174 324 abitanti, capoluogo del distretto di Vizianagaram, nello stato federato dell'Andhra Pradesh. In base al numero di abitanti la città rientra nella classe I (da 100 000 persone in su).

## Geografia fisica
La città è situata a 18° 7' 0 N e 83° 25' 0 E e ha un'altitudine di 73 m s.l.m.

## Società

### Evoluzione demografica
Al censimento del 2001 la popolazione di Vizianagaram assommava a 174 324 persone, delle quali 86 111 maschi e 88 213 femmine. I bambini di età inferiore o uguale ai sei anni assommavano a 18 180, dei quali 9.329 maschi e 8 851 femmine. Infine, coloro che erano in grado di saper almeno leggere e scrivere erano 119 295, dei quali 64 707 maschi e 54 588 femmine.